# Souta Arao
Souta Arao (荒尾宗太 Souta Arao?, Tokio, Japón; 18 de diciembre de 2005) es un piloto de automovilismo japonés. Es miembro del Equipo Júnior de Red Bull desde 2022. Actualmente compite en el Campeonato GB3 con Hitech Pulse-Eight.

## Carrera

### Fórmula 4

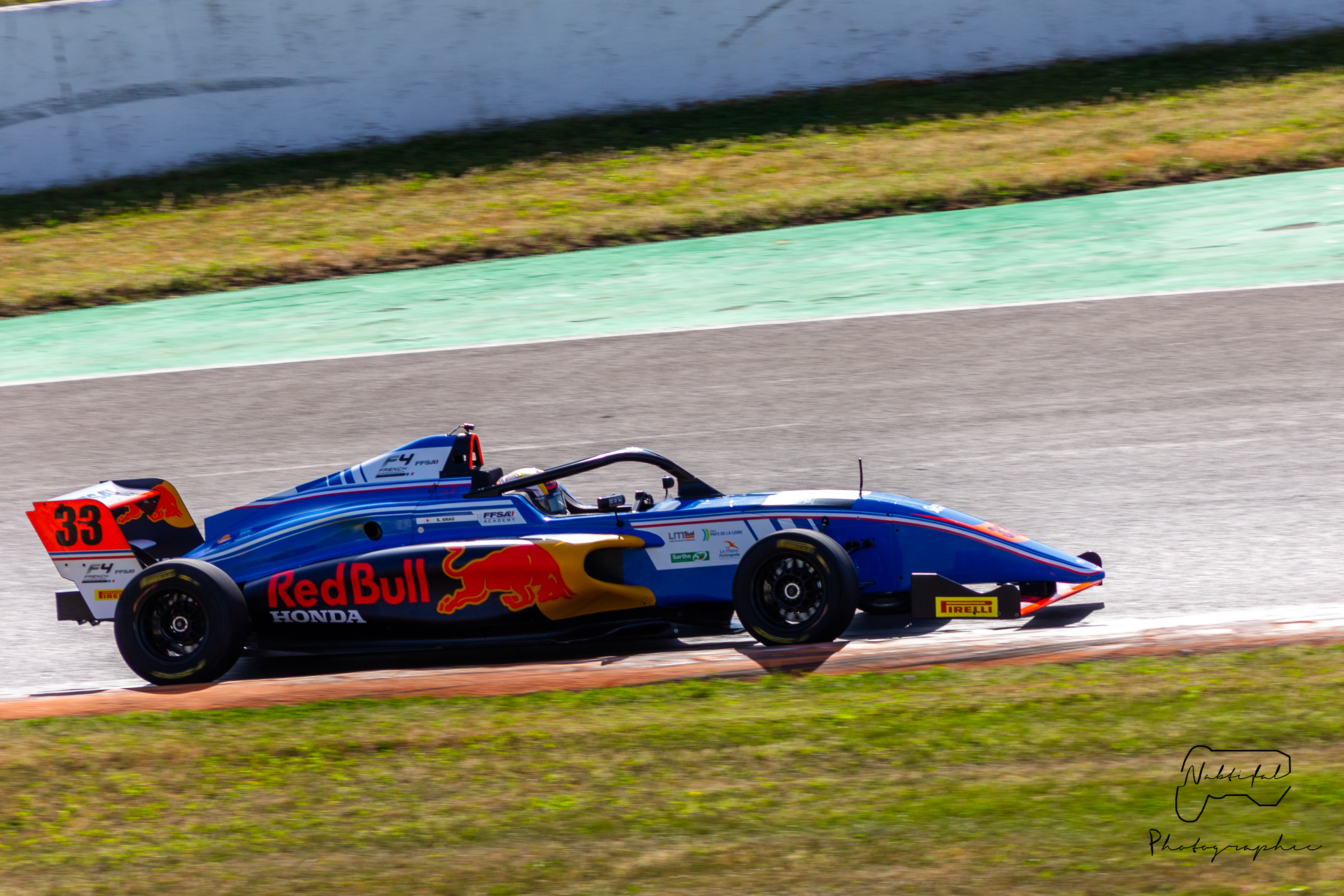
Arao conduciendo en Magny Cours en 2022.

Arao hizo su debut en un monoplaza en 2022, compitiendo en el Campeonato Francés de F4. Comenzó su temporada de manera sólida, logrando conseguir un podio en la apertura de la temporada en Nogaro y terminando quinto en la tercera carrera. El éxito seguiría llegó en la siguiente ronda en Pau, donde, después de haber logrado la pole position y terminar segundo en la primera carrera, Arao logró su primera victoria en las carreras de monoplazas el domingo, superando al líder del campeonato Hugh Barter. Las siguientes cuatro rondas arrojaron un podio cada una, con un resultado más alto de segundo en Spa-Francorchamps, antes de ganar la Carrera 1 al final de la temporada en Le Castellet. Terminó tercero en la clasificación, cuatro lugares por delante de su compañero de Equipo Júnior de Red Bull, Yuto Nomura.

### Campeonato GB3
Para el 2023, se anunció que Arao ascendería al Campeonato GB3 del 2023, conduciendo para Hitech Pulse-Eight junto a Michael Shin y Alex Dunne.

## Resumen de carrera
| Temporada | Categoría                  | Equipo              | Carreras     | Victorias    | Poles        | VR           | Podios       | Puntos       | Pos.         |
| --------- | -------------------------- | ------------------- | ------------ | ------------ | ------------ | ------------ | ------------ | ------------ | ------------ |
| 2022      | Campeonato Francés de F4   | FFSA Academy        | 21           | 2            | 1            | 2            | 9            | 227          | 3.º          |
| 2023      | Campeonato GB3             | Hitech Pulse-Eight  | 21           | 0            | 0            | 1            | 0            | 146          | 17.º         |
| 2024      | Super Fórmula Lights       | Toda Racing         | 18           | 0            | 0            | 1            | 4            | 43           | 7.º          |
| 2024      | Super Taikyu Series - ST-Q | Team HRC            | 1            | 0            | 0            | 0            | 1            | 0            | NC           |
| 2025      | Super Fórmula Lights       | Delightworks Racing | Disputándose | Disputándose | Disputándose | Disputándose | Disputándose | Disputándose | Disputándose |
| Fuente:   |                            |                     |              |              |              |              |              |              |              |

## Resultados

### Campeonato Francés de F4
(Clave) (negrita indica pole position) (cursiva indica vuelta rápida)

| Año  | Escudería    | 1   | 1   | 1   | 2   | 2   | 2   | 3   | 3   | 3   | 4   | 4   | 4   | 5   | 5   | 5   | 6   | 6   | 6   | 7   | 7   | 7   | Pos. | Puntos |
| ---- | ------------ | --- | --- | --- | --- | --- | --- | --- | --- | --- | --- | --- | --- | --- | --- | --- | --- | --- | --- | --- | --- | --- | ---- | ------ |
| 2022 | FFSA Academy | NOG | NOG | NOG | PAU | PAU | PAU | MAG | MAG | MAG | SPA | SPA | SPA | LÉD | LÉD | LÉD | CRT | CRT | CRT | LEC | LEC | LEC | 3.º  | 227    |
| 2022 | FFSA Academy | 2   | 9   | 5   | 2   | 20† | 1   | 3   | 5   | Ret | 4   | 5   | 2   | 3   | 9   | 7   | 3   | 7   | 18  | 1   | 9   | 2   | 3.º  | 227    |